# Liste des souverains de Dombes
 (septembre 2021).
Cet article contient la liste des souverains de Dombes - principauté du Saint-Empire romain germanique - de 1216 à 1762, date à laquelle elle est rattachée définitivement à la France.

## Souverains de Dombes

### Maison de Beaujeu
| Rang | Portrait | Nom                               | Règne     | Armoiries |
| ---- | -------- | --------------------------------- | --------- | --------- |
| 1    |          | Humbert V de Beaujeu (1198-1290)  | 1216-1250 |           |
| 2    |          | Guichard V de Beaujeu (????-1265) | 1250-1265 |           |

### Maison d'Albon-Forez
| Rang | Portrait | Nom                                | Règne     | Armoiries |
| ---- | -------- | ---------------------------------- | --------- | --------- |
| 3    |          | Renaud de Forez (1226-1270)        | 1265-1270 |           |
| 4    |          | Louis Ier de Beaujeu (????-1295)   | 1270-1295 |           |
| 5    |          | Guichard VI de Beaujeu (????-1331) | 1295-1331 |           |
| 6    |          | Edouard Ier de Forez (1316-1351)   | 1331-1351 |           |
| 7    |          | Antoine de Forez (????-1374)       | 1351-1374 |           |
| 8    |          | Edouard II de Forez (????-1400)    | 1374-1400 |           |

### Maison de Bourbon
| Rang | Portrait | Nom                                | Règne     | Armoiries |
| ---- | -------- | ---------------------------------- | --------- | --------- |
| 9    |          | Louis II de Bourbon (1356-1410)    | 1400-1410 |           |
| 10   |          | Jean Ier de Bourbon (1381-1434)    | 1410-1434 |           |
| 11   |          | Charles Ier de Bourbon (1401-1456) | 1434-1456 |           |
| 12   |          | Jean II de Bourbon (1426-1488)     | 1456-1488 |           |
| 13   |          | Charles II de Bourbon (1433-1488)  | 1488      |           |
| 14   |          | Pierre II de Bourbon (1438-1503)   | 1488-1503 |           |
| 15   |          | Suzanne de Bourbon (1491-1521)     | 1503-1521 |           |
| 16   |          | Charles III de Bourbon (1490-1527) | 1521-1523 |           |

Vacance de la souveraineté de 1523 à 1561 (occupation française). 

### Maison de Bourbon-Montpensier
| Rang | Portrait | Nom                                  | Règne     | Armoiries |
| ---- | -------- | ------------------------------------ | --------- | --------- |
| 17   |          | Louis III de Montpensier (1513-1582) | 1561-1582 |           |
| 18   |          | François de Montpensier (1544-1592)  | 1582-1592 |           |
| 19   |          | Henri de Montpensier (1573-1608)     | 1592-1608 |           |
| 20   |          | Marie de Montpensier (1605-1627)     | 1608-1627 |           |

### Maison d'Orléans
| Rang | Portrait | Nom                                     | Règne     | Armoiries |
| ---- | -------- | --------------------------------------- | --------- | --------- |
| 21   |          | Anne-Marie-Louise d'Orléans (1627-1693) | 1627-1681 |           |

En 1669 la Grande Mademoiselle avait donné sous forme d'apanage la principauté des Dombes et le comté d'Eu au duc de Lauzun qu'elle comptait épouser. On sait qu'il fut emprisonné à Pignerol après la scène faite à madame de Montespan. En 1681, sous la pression du roi, il dut renoncer aux apanages reçus pour être libéré.

### Maison de Bourbon (Maine)
| Rang | Portrait | Nom                                      | Règne     | Armoiries |
| ---- | -------- | ---------------------------------------- | --------- | --------- |
| 22   |          | Louis-Auguste Ier de Bourbon (1670-1736) | 1681-1736 |           |
| 23   |          | Louis-Auguste II de Bourbon (1700-1755)  | 1736-1755 |           |
| 24   |          | Louis-Charles de Bourbon (1701-1775)     | 1755-1762 |           |

En 1762, Louis-Charles de Bourbon échange la souveraineté avec Louis XV contre le duché de Gisors et les terres de Gretz-Armainvilliers et de Pontcarré. La Dombes est rattachée à la France.